# نهر هو (كاليدونيا الجديدة)
نهر هو, هو نهر في كاليدونيا الجديدة . تبلغ مساحة مستجمعه المائي 23 كيلومترًا مربعًا. 

## شاهد أيضا
- قائمة أنهار كاليدونيا الجديدة